# Булдичівська сільська рада
Булдичівська сільська рада — колишня адміністративно-територіальна одиниця та орган місцевого самоврядування у Романівському (Миропільському, Дзержинському) районі Волинської округи, Вінницької і Житомирської областей УРСР та України з адміністративним центром у с. Булдичів.

## Населені пункти
Сільській раді були підпорядковані населені пункти:
- с. Булдичів
- с. Шевченка

## Населення
Кількість населення ради, станом на 1923 рік, становила 1 359 осіб, кількість дворів — 339.
Відповідно до результатів перепису населення 1989 року, кількість населення ради, станом на 12 січня 1989 року, складала 445 осіб.
Станом на 5 грудня 2001 року, відповідно до перепису населення України, кількість мешканців сільської ради складала 467 осіб.

## Склад ради
Рада складалася з 12 депутатів та голови.

## Історія
Утворена 1923 року в складі сіл Булдичів, Химрич та слобід Короленка, Шевченка-Бужаки Миропільської волості Полонського повіту Волинської губернії. 7 березня 1923 року включена до складу новоствореного Миропільського (згодом — Романівський, Дзержинський) району Житомирської (згодом — Волинська) округи. 13 листопада 1928 року слоб. Короленка відійшла до складу Паволочківської сільської ради Дзержинського району.
Відповідно до інформації довідника «Українська РСР. Адміністративно-територіальний поділ», станом на 1 вересня 1946 року сільрада входила до складу Дзержинського району Житомирської області, на обліку в раді перебували села Булдичів, Химрич та х. Слобода Шевченка.
2 вересня 1954 року с. Химрич було передане до складу Камінської сільської ради Дзержинського району. 5 березня 1959 року до складу ради включено села Мала Козара та Олександрівка ліквідованої Пилипо-Кошарської сільської ради та с. Промінь Миропільської селищної ради.
Станом на 1 січня 1972 року сільська рада входила до складу Дзержинського району Житомирської області, на обліку в раді перебували села Булдичів, Мала Козара, Олександрівка, Промінь та Шевченка.
17 січня 1977 року адміністративний центр ради було перенесено до с. Мала Козара з перейменуванням ради на Малокозарську. Відновлена 14 листопада 1991 року, відповідно до рішення Житомирської обласної ради «Про внесення змін в адміністративно-територіальний устрій окремих районів» з підпорядкуванням сіл Булдичів та Шевченка Камінської сільської ради Дзержинського району.
Виключена з облікових даних 17 липня 2020 року. Територію та населені пункти ради, відповідно до розпорядження Кабінету Міністрів України № 711-р від 12 червня 2020 року «Про визначення адміністративних центрів та затвердження територій територіальних громад Житомирської області», включено до складу Романівської селищної територіальної громади Житомирського району Житомирської області.